# 1. division 1984
La 1. Division 1984 è stata la 71ª edizione della massima serie del campionato danese di calcio conclusa con la vittoria del Vejle, al suo quinto titolo.
Capocannoniere del torneo fu Steen Thychosen del Vejle con 24 reti.

## Classifica finale
|    | Classifica            | G  | V  | N  | P  | GF | GS | DR  | Pti |
| -- | --------------------- | -- | -- | -- | -- | -- | -- | --- | --- |
| 1  | Vejle                 | 30 | 17 | 7  | 6  | 60 | 36 | +24 | 41  |
| 2  | AGF                   | 30 | 15 | 10 | 5  | 50 | 30 | +20 | 40  |
| 3  | Lyngby                | 30 | 18 | 2  | 10 | 55 | 34 | +21 | 38  |
| 4  | Brøndby               | 30 | 14 | 8  | 8  | 49 | 35 | +14 | 36  |
| 5  | Brønshøj BK           | 30 | 11 | 12 | 7  | 40 | 34 | +6  | 34  |
| 6  | Køge BK               | 30 | 12 | 6  | 12 | 39 | 36 | +3  | 30  |
| 7  | Ikast FS              | 30 | 13 | 3  | 14 | 44 | 45 | -1  | 29  |
| 8  | Herfølge Boldklub (*) | 30 | 10 | 9  | 11 | 37 | 41 | -4  | 29  |
| 9  | Odense                | 30 | 10 | 8  | 12 | 47 | 40 | +7  | 28  |
| 10 | Næstved               | 30 | 9  | 9  | 12 | 46 | 51 | -5  | 27  |
| 11 | Hvidovre IF           | 30 | 7  | 13 | 10 | 28 | 37 | -9  | 27  |
| 12 | BK Frem               | 30 | 10 | 7  | 13 | 44 | 56 | -12 | 27  |
| 13 | Esbjerg fB            | 30 | 11 | 4  | 15 | 46 | 45 | +1  | 26  |
| 14 | Herning Fremad        | 30 | 9  | 8  | 13 | 30 | 50 | -20 | 26  |
| 15 | KB (*)                | 30 | 10 | 5  | 15 | 36 | 46 | -10 | 25  |
| 16 | B 1909 (*)            | 30 | 6  | 5  | 19 | 20 | 55 | -35 | 17  |

(*) Squadre neopromosse

## Verdetti
- Vejle Campione di Danimarca 1984.
- Vejle ammesso alla Coppa dei Campioni 1985-1986.
- AGF ammesso alla Coppa UEFA 1985-1986.
- Herning Fremad, KB e B 1909 retrocesse.